# Glacera de l'Adige

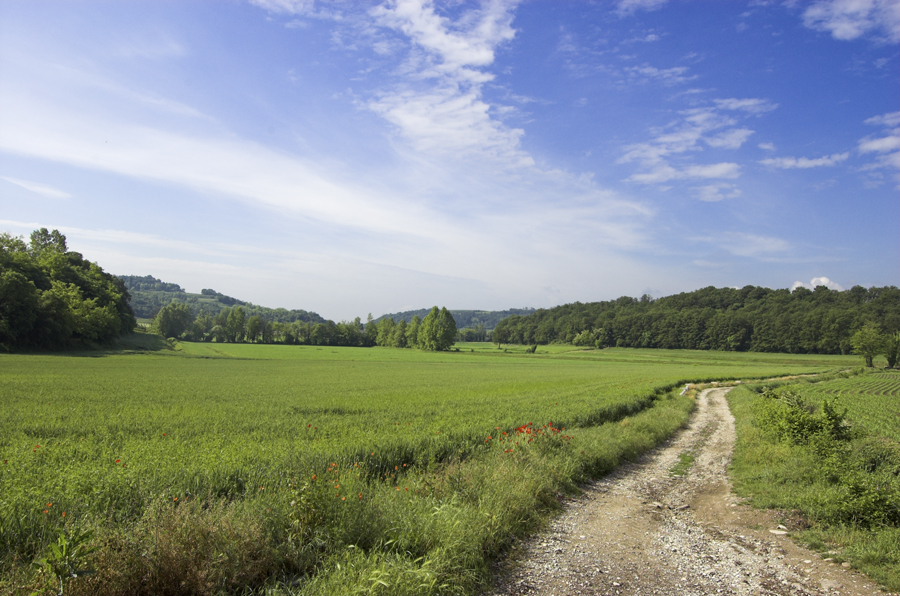
El turó morrènic del Llac de Garda entre Sona i Sommacampagna.

La Glacera de l'Adige és una glacera prehistòrica que incloïa pràcticament tot el gel del Tirol del Sud i que seguia la vall de l'Adige. Fa 20.000 ans, durant el màxim de Würmian, va arribar a una longitud de 350 km. Aleshores era el sistema glaciar més gran al sud dels Alps.
Prop de la seva font, estava reforçada per una transfluència de la glacera Inn a través del Reschenpass. Les glaceres més grans que s'hi van unir van ser la glacera Isarco, la glacera Rienza de Pustertal i la glacera Avisio.
A l'alçada de la seva potència, el gruix del gel era d'uns 1.500 metres. La seva superfície va arribar a una altitud de 2400 m a Vinschgau, 2.000 m a Bozen i 1.800 m a Trento. Així, les Dolomites i el massís d'Ortles estaven separades per una franja de gel de 40 km d'ample.
Al nivell de Trento, una important difluència de 300 a 400 metres de gruix creuava el llindar de Terlago portant la major part del material erràtic. Aquest dispositiu va donar forma a la conca del llac de Garda, sostinguda per un enorme amfiteatre de morrenes de 80 km de front que s'estenia entre Verona i Brescia. Com que després de la retirada d'aquesta glacera, el subministrament d'aigua i, per tant, d'al·luvions es va reduir molt (només el Sarca hi bevia), aquest llac s'ha pogut mantenir fins als nostres dies i l'amfiteatre de morrenes s'ha conservat especialment bé de l'erosió. D'altra banda, a la vall de l'Adige, la morrena frontal situada a Rivoli és molt més petita (9 km).